# Сеньи, Антонио
Антонио Сеньи (итал. Antonio Segni; 2 февраля 1891, Сассари, Королевство Италия — 1 декабря 1972, Рим, Итальянская Республика) — итальянский государственный и политический деятель, президент Италии с 11 мая 1962 по 6 декабря 1964 года. Пожизненный сенатор.

## Биография
Родился 2 февраля 1891 года в городе Сассари. По образованию — юрист. Был одним из основателей Христианско-демократической партии, принадлежал к её правому крылу.
В 1944—1946 годы занимает пост заместителя министра, а в 1946—1951 годы — министра сельского хозяйства Италии. А. Сеньи являлся одним из авторов аграрной реформы («Закон Гулло-Сеньи»), инициированной крестьянским движением в Италии. С июля 1955 и по май 1957 года, а также с февраля 1959 по февраль 1960 года — премьер-министр. В 1960 — 1962 годы — министр иностранных дел. 6 мая 1962 года в 9 туре голосования избран президентом Италии.
С 11 мая 1962 по 6 декабря 1964 года — президент Итальянской Республики.
Занимал правоцентристские позиции, выступал за укрепление политических и военных связей Италии с НАТО, скептически относился к левоцентристским альянсам с социалистами. Ушёл в отставку по болезни.
С 6 декабря 1964 года — пожизненный сенатор.
Скончался 1 декабря 1972 года в Риме.